# Lasma Kauniste
Lasma Kauniste (Russisch: Ласма Каунисте) (Riga, 19 april 1942) is een schaatsster uit de Sovjet-Unie (tegenwoordig Letland). Ze vertegenwoordigde haar vaderland op de Olympische Spelen 1968 in Grenoble.
Kauniste is nog jaren lang op hoog niveau door blijven schaatsen. In 2011 won ze op 68-jarige leeftijd nog de gouden medaille op de sprint tijdens de Wereldkampioenschappen Masters in de leeftijdscategorie 65+.

## Resultaten

### Olympische Winterspelen
| Jaar | Plaats   | Resultaten                       |
| ---- | -------- | -------------------------------- |
| 1968 | Grenoble | 11e 1000 m 05e 1500 m 122 3000 m |

### Wereldkampioenschappen
| Jaar                      | Plaats     | Resultaten             |
| ------------------------- | ---------- | ---------------------- |
| 1966 Allround             | Trondheim  | 7e Allround            |
| 1967 Allround             | Deventer   | Allround               |
| 1968 Allround             | Helsinki   | 4e Allround            |
| 1969 Allround             | Grenoble   | Allround               |
| 1970 Allround 1970 Sprint | West Allis | 5e Allround 10e Sprint |
| 1973 Allround             | Strömsund  | 10e Allround           |

### Europees kampioenschappen
| Jaar | Plaats     | Resultaten  |
| ---- | ---------- | ----------- |
| 1970 | Heerenveen | 7e Allround |
| 1973 | Brandbu    | 8e Allround |

### USSR kampioenschappen
| Jaar | 500 m | 1000 m | 1500 m | 3000 m | Sprint | Allround |
| ---- | ----- | ------ | ------ | ------ | ------ | -------- |
| 1960 |       |        |        |        |        | DNF      |
| 1962 |       |        |        |        |        | 14e      |
| 1963 |       |        |        |        |        | 4e       |
| 1965 |       |        |        |        |        | 12e      |
| 1966 |       |        |        |        |        | DNF      |
| 1967 |       |        |        |        |        | Brons    |
| 1968 |       |        |        |        |        | Zilver   |
| 1970 |       |        |        |        | 6e     | Zilver   |
| 1972 |       |        |        |        |        | 9e       |
| 1973 | 14e   | 8e     | 13e    | Zilver | 7e     | 4e       |
| 1974 |       |        |        |        | 11e    |          |
| 1975 |       |        |        |        |        | DNF      |

## Records

### Persoonlijke records
| Afstand    | Tijd    | Datum            | Baan  |
| ---------- | ------- | ---------------- | ----- |
| 500 meter  | 1.44,45 | 14 december 1974 | Medeo |
| 1000 meter | 1.28,70 | 14 december 1974 | Medeo |
| 1500 meter | 2.18,96 | 27 januari 1973  | Medeo |
| 3000 meter | 4.52,00 | 7 januari 1973   | Medeo |

### Wereldrecords laaglandbaan (officieus)
| Nr. | Afstand    | Tijd   | Datum           | Baan     |
| --- | ---------- | ------ | --------------- | -------- |
| 1.  | 1000 meter | 1.31,2 | 1 februari 1969 | Grenoble |

- International Standard Name Identifier: 0000 0004 1727 2352
- Nationale Bibliotheek van Letland: 000145366
- Virtual International Authority File: 305130620